# 73442 Феруліо
73442 Феруліо (73442 Feruglio) — астероїд головного поясу, відкритий 10 липня 2002 року.
Тіссеранів параметр щодо Юпітера — 3,165.